# Gurgesiella dorsalifera
Gurgesiella dorsalifera là một loài cá thuộc họ Rajidae. Nó là loài đặc hữu của Brasil. Môi trường sống tự nhiên của chúng là các biển mở.